# ییلاق فرهادبیگ

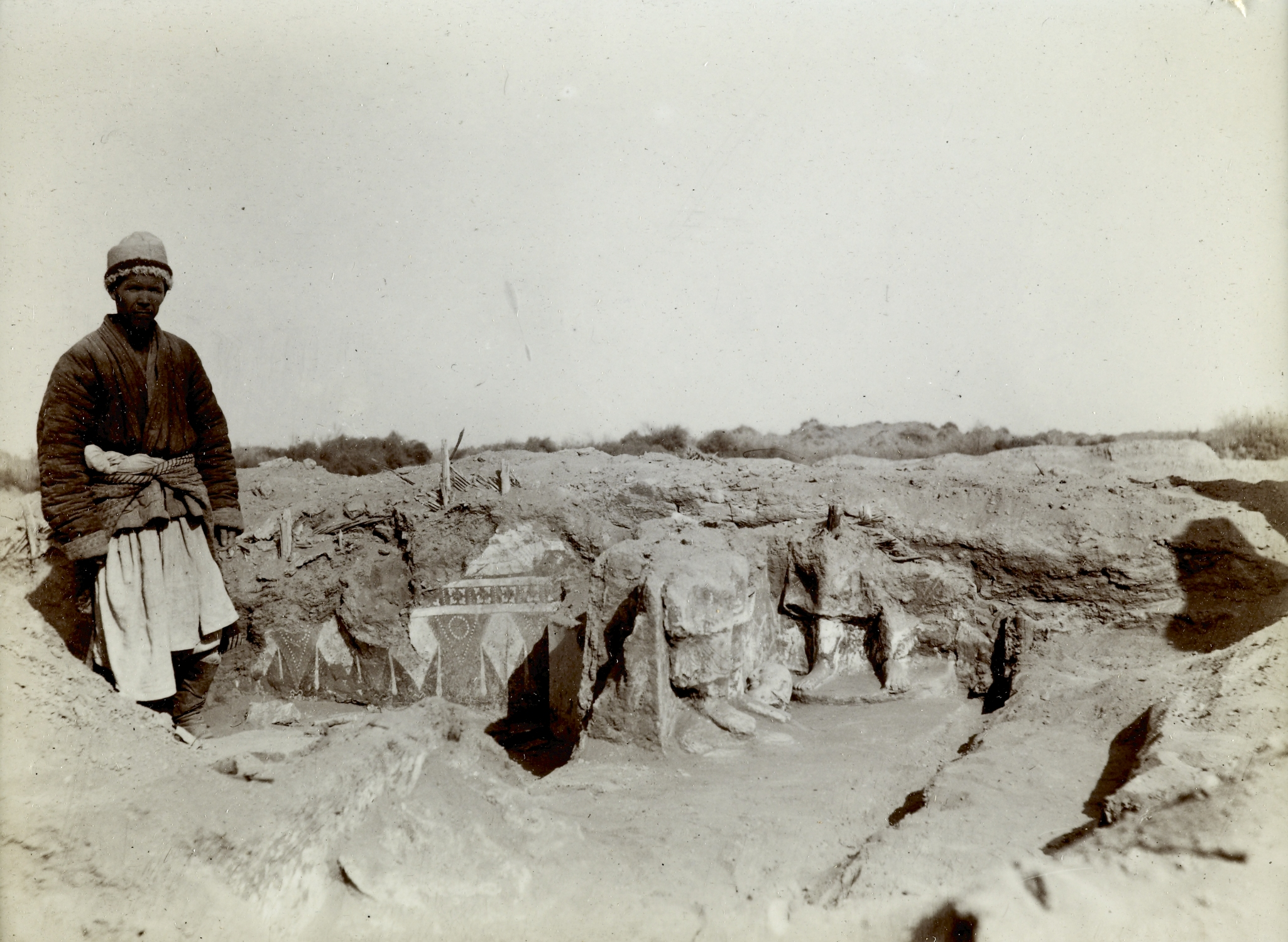
عکس گرفته‌شده توسط اورل اشتاین از دید جنوب غربی از بقایای پرستشگاه و ایوان ییلاق فرهادبیگ. ۱۹۰۶ تا ۱۹۰۸.

ییلاق فرهادبیگ نام یک محوطه باستان‌شناختی در جاده ابریشم است و در محلی واقع شده که زمانی جزئی از پادشاهی ختن بود.
آثار ییلاق فرهادبیگ در ۶۰ مایلی شرق شهر ختن چین واقع شده‌است. سر مارک اورل اشتاین، کاشف و باستان‌شناس مجاری‌تبار بریتانیایی در اوایل دهه ۱۹۰۰ در سه سفر اکتشافی که به جاده ابریشم داشت بقایای چندین مرکز بودایی را در این مناطق کاوش کرد که آرامگاه‌های ییلاق فرهادبیگ، مربوط به سده‌های چهارم تا ششم میلادی، یکی از آن‌ها بود.
در آرامگاه‌های این محل چندین تندیس بودایی یافت شده که جامه‌هایی با طرح‌های گیاهی به رنگ روشن دارند و پارچه‌هایی نیز زیر پای آنها گسترده است. باور بر این است که این پارچه‌ها نوعی هدایای پرستش هستند. اشتاین در این محل دست‌ساخته‌های چندی نیز یافت که نشان‌دهنده مناسبات ساکنان آن با فرهنگ‌های مختلف است.
در این محل چندین دیوارنگاره و تندیس کشف شده که دو چهره افسانه‌ای بودایی بر روی آنها نقش بسته‌است. یکی از آن‌ها مادر دیوان یعنی هاریتی است و دیگری بوداسف اولوکیتشوره. هر دوی آن‌ها در نقش‌های ییلاق فرهادبیگ جامه‌هایی با نقشمایه‌های ایرانی شاهنشاهی ساسانی بر تن دارند.
دیوارنگاره‌های مربوط به هاریتی در فرهادبیگ سبک ویژه نقاشی ختن را به نمایش می‌گذارد. این مکتب از نگارگری در دوره معاصر خود در چین بسیار مورد توجه بود و در اواخر دوره دودمان سوئی متقاضیان زیادی داشت. این مکتب از نقاشی در تبت نیز بسیار مورد احترام بود و گفته می‌شود که تأثیر چشمگیری بر فرهنگ تبتی در خلال سده هشتم بر جا گذاشته‌است.
تصاویر دیگری از کاوش‌های ییلاق فرهادبیگ توسط اشتاین:

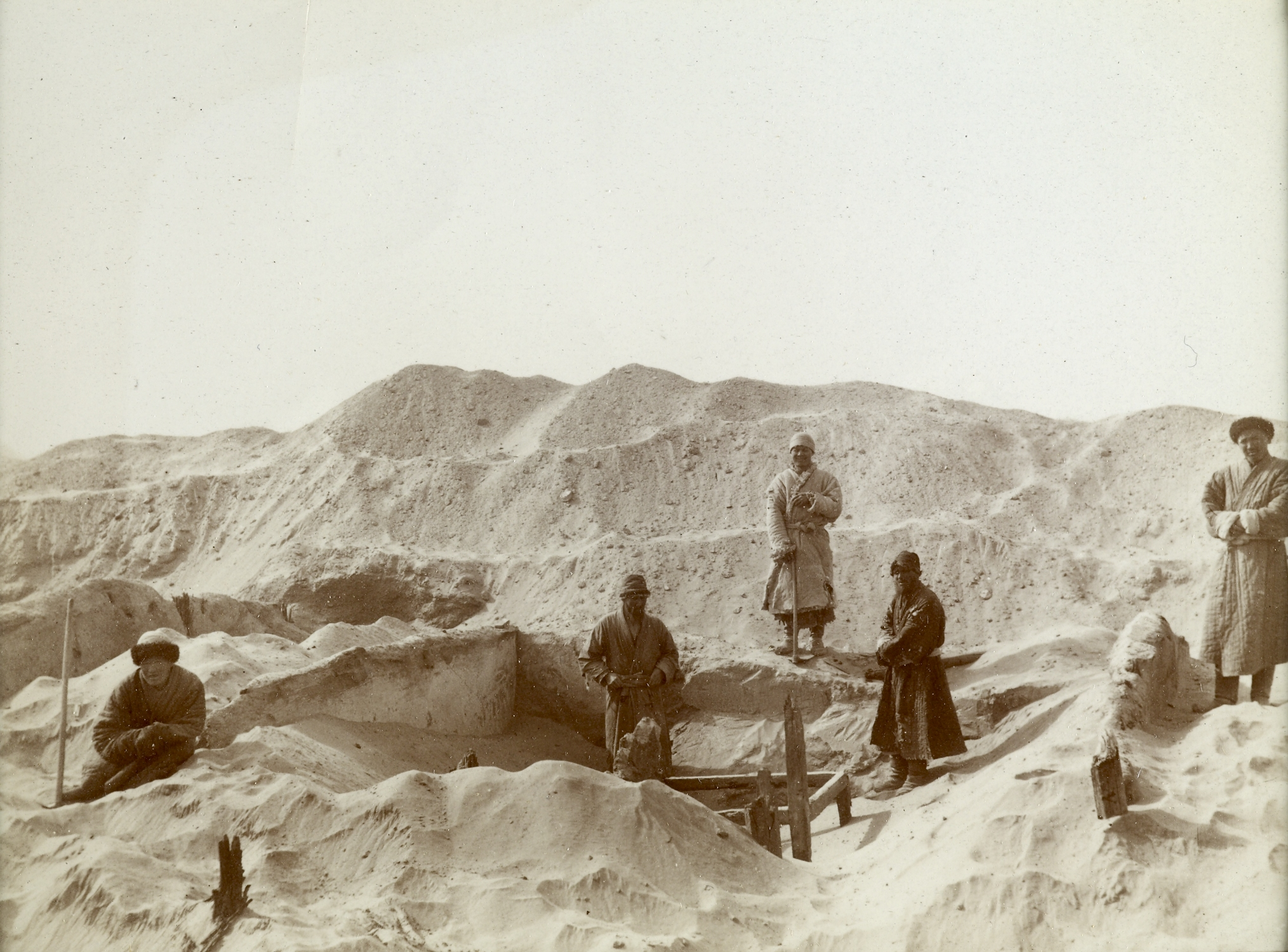
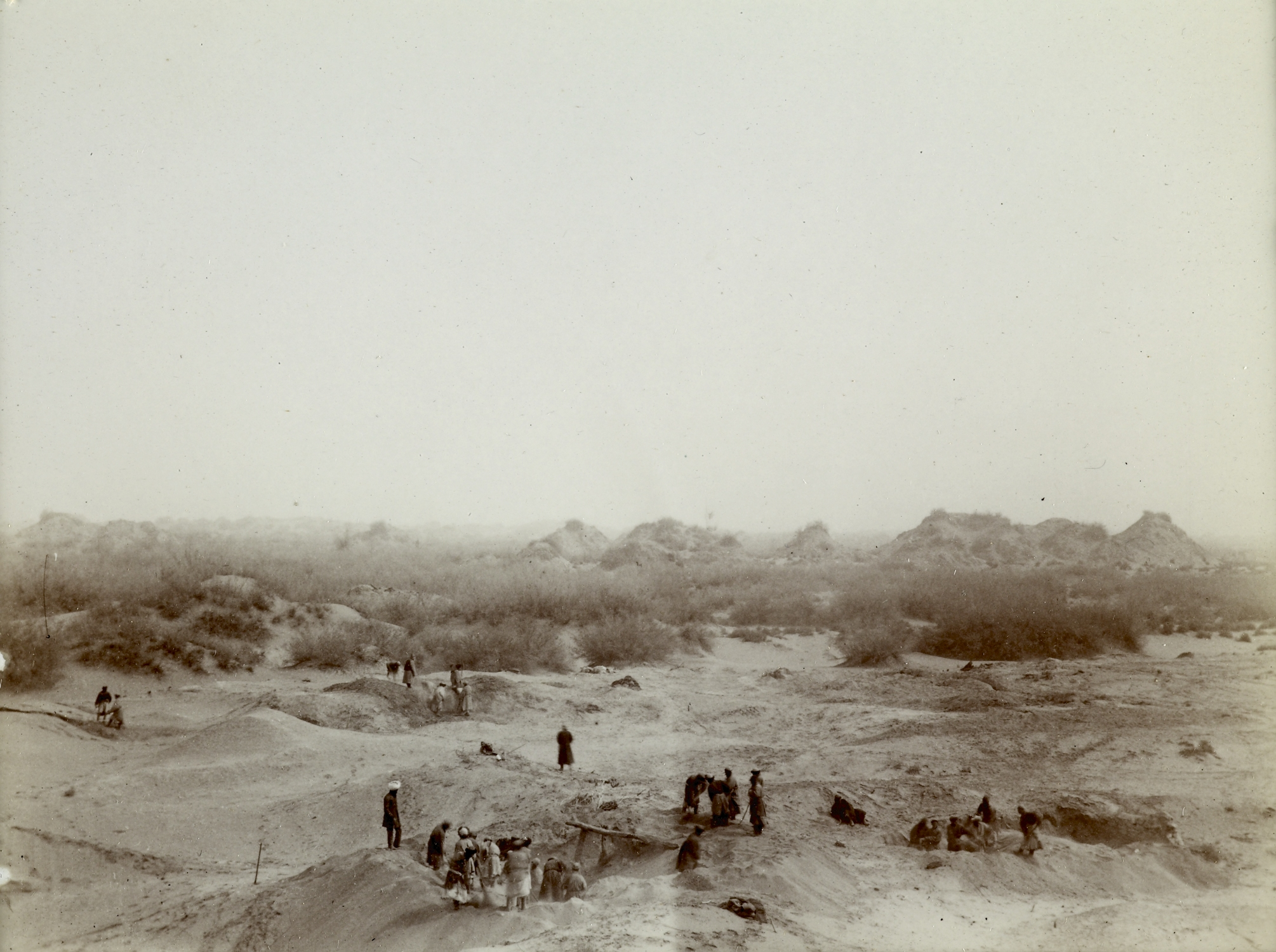
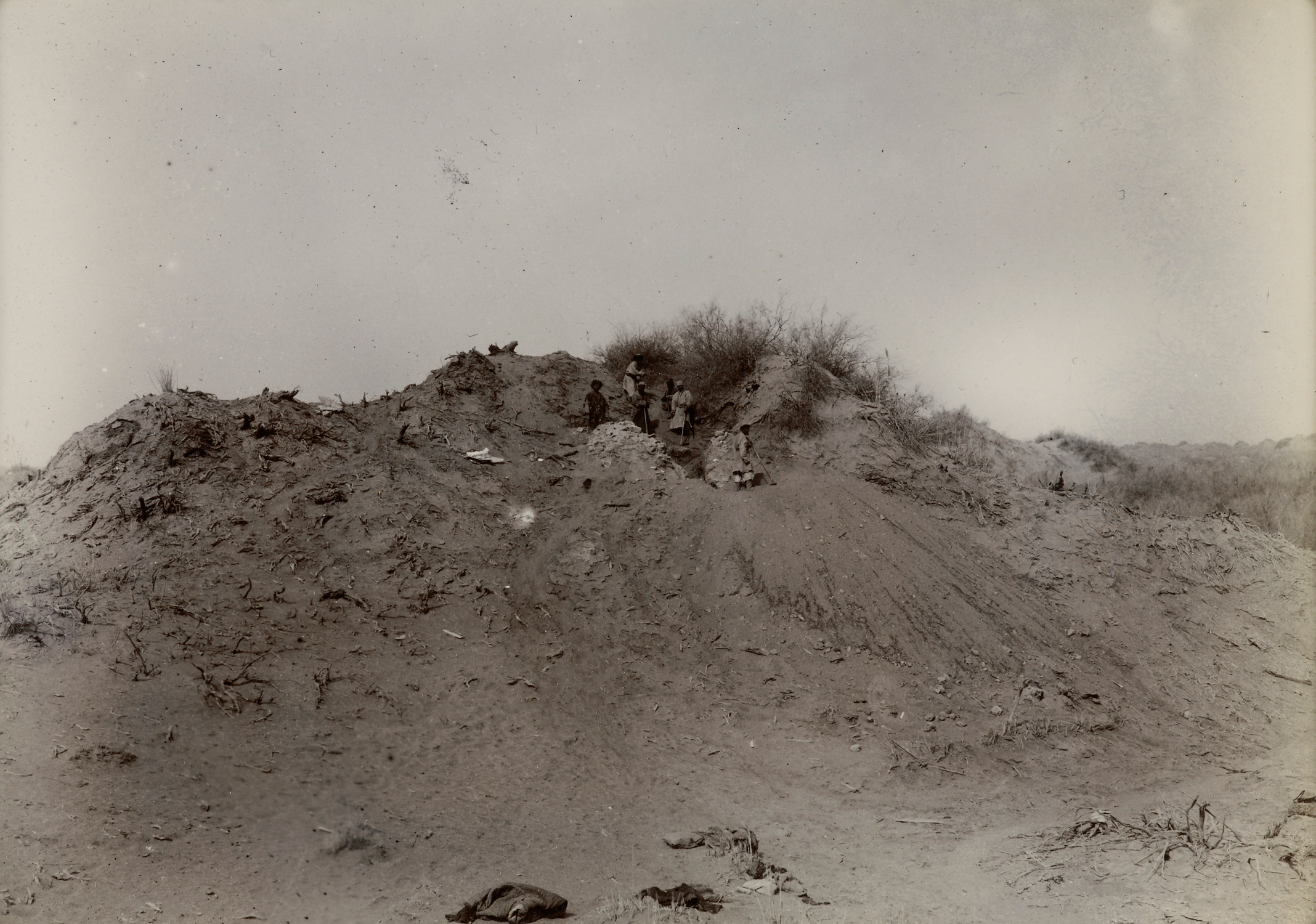